# Paul Giamatti
Paul Edward Valentine Giamatti, född 6 juni 1967 i New Haven, Connecticut, är en amerikansk skådespelare. Han fick sitt genombrott med filmen Sideways (2004) och har fått oscarsnomineringar för sina roller i Cinderella Man (2005) och The Holdovers (2023). Han har för sistnämnda film tilldelats en Golden Globe Award. Han innehar ytterligare två för sina roller i John Adams (2008) och Barneys många liv (2010).

## Biografi

### Uppväxt
Paul Giamatti föddes som den yngsta i en syskonskara på tre. Hans far, Angelo Bartlett Giamatti var professor på Yaleuniversitetet och blev senare chef inom Major League Baseball. Hans mor, Toni Marilyn Smith var engelsklärare och hade tidigare skådespelat. Hans farföräldrar kommer från Telese Terme i Italien och immigrerade till USA. De hette då "Giammattei".
Giamattis bror Marcus Giamatti är också skådespelare och hans syster Elena, var en juveldesigner. När Giamatti började på Yaleuniversitetet deltog han i teatergruppen tillsammans med Ron Livingston och Edward Norton. Han examinerades 1989 med en kandidatexamen i konst.

### Tidig karriär
Giamatti började med teater på mindre teatrar men hade även mindre roller på större Broadway-produktioner. Han skulle få sin filmdebut med TV-filmen She'll Take Romance (1990). Han fortsatte få mindre roller i filmer som Singles (1992), På tal om Afrodite (1995), Sabrina (1995) och Donnie Brasco (1997). 1995 gjorde han även sin debut på Broadway med en större roll i pjäsen Arcadia. Samma år syntes han även i pjäsen Racing Demon.
Han skulle få stor uppmärksamhet för sin biroll i den biografiska filmen om Howard Stern, Private Parts (1997) där han spelade rollen som radiochefen Kenny "Pig Vomit" Rushton. Han skulle bli hyllad för sin tolkning. Samma år återförenades han med regissören Woody Allen en andra gång i filmen Harry bit för bit. Han hade också en liten men uppmärksammad roll i Min bäste väns bröllop. Han syntes även i en uppsättning av pjäsen Tre systrar där han kom att bli hyllad för sin insats.
1998 hade Giamatti biroller i två av årets storfilmer som den Steven Spielberg regisserade Rädda menige Ryan och actionthrillern Förhandlaren. Året efter hade han också en biroll i den hyllade filmen Man on the Moon där han porträtterade sidekicken Bob Zmuda bredvid Jim Carrey. Han fortsatte synas som biroll i storfilmer som Duets (2000), Big Mommas hus (2000), Apornas planet (2001) och Big Fat Liar (2002).

### Genombrott
Giamatti fick sin första huvudroll då han porträtterade Harvey Pekar i American Splendor (2003). Han blev unisont hyllad för sin insats. Han skulle sedan få sitt stora genombrott med den romantiska komedin Sideways (2004) regisserad av Alexander Payne. Han hade huvudrollen som Miles Raymond, en deprimerad man som åker på semester i vindistriktet Santa Barbara. Han skulle bli hyllad och få en Golden Globe-nominering för sin insats. Han tilldelades Independent Spirit Award och många kritiker tyckte han gjorde årets bästa rolltolkning.
Efter succén med Sideways fick han birollen i Cinderella Man (2005) vilket gav honom en oscarnominering i kategorin Bästa manliga biroll. Han blev också nominerad till en Golden Globe och vann Screen Actors Guild Award för bästa biroll. Han fick sedan fler huvudroller i filmer som Lady in the Water (2006), Myrmobbaren (2006) och Illusionisten (2006). Han syntes sedan i sin första actionfilm med Shoot 'Em Up (2007). Han porträtterade John Adams i HBO-serien John Adams (2008) som skulle ge honom sin första Golden Globe vinst som Bästa manliga huvudroll i en miniserie. Han mottog också en Emmy Award i samma kategori. Giamatti skulle få sin andra Golden Globe vinst med filmen Barneys många liv (2010). Han skulle bli unisont hyllad av kritiker för sin insats. Nästkommande år syntes han även i mindre roller i filmerna Ironclad, Baksmällan del II och Maktens män.

### Vidare karriär
Giamatti skulle återvända både till sin skola Yale och teaterscenen när han 2013 medverkade i en uppsättning av Hamlet på Yale Repertory Theatre. Det blev slutsålt och han skulle få lysande recensioner. Samma år syntes han i biroller i filmerna Turbo, The Congress, Parkland, Saving Mr. Banks och den kritikerrosade 12 Years a Slave. Han syntes även i julspecialen av Downtown Abbey, ett gästskådespel som skulle ge honom en nominering som Bästa gästskådespelare på Emmy Awards. Han skulle sedan porträttera både Brian Wilsons psykolog i Love & Mercy (2014) och N.W.A:s manager i Straight Outta Compton (2015). Från 2016 till 2023 syntes Giamatti i huvudrollen i TV-serien Billions. Han skulle få en Critics' Choice Television Award-nominering för sin insats.
Giamatti medverkade tillsammans med Kathryn Hahn i filmen Private Life (2018). De båda skulle bli kritikerrosade för sin insats. Samma år medverkade han i  I Think We're Alone Now och The Catcher Was a Spy för att sedan ta en paus från skådespelandet inom filmer. Han syntes fortfarande i Billions och några röstroller i TV-serier som Rick and Morty och Big Mouth. Han återvände till film 2021 med actionthrillern Gunpowder Milkshake och familjefilmen Jungle Cruise. Han återförenades med regissören Alexander Payne i filmen The Holdovers (2023). Filmen skulle komma att bli kritikerrosad och Giamattis blev unisont hyllad för sin insats. Han fick sin andra oscarsnominering för sin roll och skulle komma att mottaga sin tredje Golden Globe samt Critic's Choice Awards för Bästa manliga huvudroll.

## Privatliv
Giamatti gifte sig med Elizabeth Cohen 1997. Tillsammans har de sonen Samuel. De bor i områder Brooklyn Heights i New York.

## Filmografi (i urval)

### Film
| År   | Titel                               | Roll                        | Notering           |
| ---- | ----------------------------------- | --------------------------- | ------------------ |
| 1990 | She'll Take Romance                 | Häcklare #2                 | TV-film            |
| 1991 | Past Midnight                       | Larry Canipe                |                    |
| 1992 | Singles                             | Kyssande man                |                    |
| 1995 | På tal om Afrodite                  | Guild Researcher            |                    |
| 1995 | Sabrina                             | Scott                       |                    |
| 1996 | Breathing Room                      | George                      |                    |
| 1996 | Before and After                    | Jurymedlem                  | Okrediterad        |
| 1997 | Arresting Gena                      | Detective Wilson            |                    |
| 1997 | Donnie Brasco                       | FBI tekniker                |                    |
| 1997 | Private Parts                       | Kenny "Pig Vomit" Rushton   |                    |
| 1997 | Min bäste väns bröllop              | Richard                     |                    |
| 1997 | Harry bit för bit                   | Professor Abbot             |                    |
| 1997 | A Further Gesture                   | Hotel Clerk                 |                    |
| 1998 | Tourist Trap                        | Jeremiah Piper              | TV-film            |
| 1998 | Truman Show                         | Control Room Director       |                    |
| 1998 | Dr. Dolittle                        | Blaine Hammersmith          | Okrediterad        |
| 1998 | Rädda menige Ryan                   | Sergeant William Hill       |                    |
| 1998 | Förhandlaren                        | Rudy Timmons                |                    |
| 1998 | Winchell                            | Herman Kurfeld              | TV-film            |
| 1998 | Safe Men                            | Veal Chop                   |                    |
| 1999 | Cradle Will Rock                    | Carlo                       |                    |
| 1999 | Man on the Moon                     | Bob Zmuda                   |                    |
| 2000 | Big Mommas hus                      | John Maxwell                |                    |
| 2000 | Mitt liv, mitt val 2                | Ted Hedley                  | TV-film            |
| 2000 | Duets                               | Todd Woods                  |                    |
| 2001 | Storytelling                        | Toby Oxman                  |                    |
| 2001 | Apornas planet                      | Limbo                       |                    |
| 2002 | Big Fat Liar                        | Marty Wolf                  |                    |
| 2002 | Thunderpants                        | Johnson J. Johnson          |                    |
| 2003 | American Splendor                   | Harvey Pekar                |                    |
| 2003 | The Pentagon Papers                 | Anthony Russo               | TV-film            |
| 2003 | Paycheck                            | Shorty                      |                    |
| 2003 | Confidence                          | Gordo                       |                    |
| 2004 | Sideways                            | Miles Raymond               |                    |
| 2005 | Robotar                             | Tim the Gate Guard          | Röstroll           |
| 2005 | The Fan and the Flower              | Berättare                   | Röstroll, kortfilm |
| 2005 | Cinderella Man                      | Joe Gould                   |                    |
| 2006 | Asterix och vikingarna              | Asterix                     | Röstroll           |
| 2006 | The Hawk Is Dying                   | George Gattling             |                    |
| 2006 | Illusionisten                       | Inspektör Uhl               |                    |
| 2006 | Lady in the Water                   | Cleveland Heep              |                    |
| 2006 | Myrmobbaren                         | Stan Beals                  | Röstroll           |
| 2007 | The Nanny Diaries                   | Mr. X                       |                    |
| 2007 | Shoot 'Em Up                        | Karl Hertz                  |                    |
| 2007 | Too Loud a Solitude                 | Hanta                       | Röstroll           |
| 2007 | Fred Claus                          | Nicholas "Nick" Claus       |                    |
| 2008 | Pretty Bird                         | Rick                        | Även producent     |
| 2009 | Duplicity                           | Richard "Dick" Garsik       |                    |
| 2009 | Cold Souls                          | Paul Giamatti               |                    |
| 2009 | The Haunted World of El Superbeasto | Dr. Satan/Steve Wachowski   | Röstroll           |
| 2009 | The Last Station                    | Vladimir Chertkov           |                    |
| 2010 | Barneys många liv                   | Barney Panofsky             |                    |
| 2011 | Win Win                             | Mike Flaherty               |                    |
| 2011 | Ironclad                            | Kung John                   |                    |
| 2011 | Too Big to Fail                     | Ben Bernanke                | TV-film            |
| 2011 | Baksmällan del II                   | Kingsley / Detective Peters |                    |
| 2011 | Maktens män                         | Tom Duffy                   |                    |
| 2012 | Rock of Ages                        | Paul Gill                   |                    |
| 2012 | Cosmopolis                          | Benno Levin                 |                    |
| 2012 | John Dies at the End                | Arnie Blondestone           | Även producent     |
| 2013 | Turbo                               | Chet                        | Röstroll           |
| 2013 | The Congress                        | Dr. Baker                   |                    |
| 2013 | Romeo & Juliet                      | Friar Laurence              |                    |
| 2013 | Parkland                            | Abraham Zapruder            |                    |
| 2013 | 12 Years a Slave                    | Theophilus Freeman          |                    |
| 2013 | All Is Bright                       | Dennis                      |                    |
| 2013 | Saving Mr. Banks                    | Ralph                       |                    |
| 2014 | Victor och Josefine                 | Råttdomare                  | Röstroll           |
| 2014 | River of Fundament                  | Ptah-Nem-Hotep              |                    |
| 2014 | The Amazing Spider-Man 2            | Aleksei Sytsevich / Rhino   |                    |
| 2014 | Madame Bovary                       | Monsieur Homais             |                    |
| 2014 | Love & Mercy                        | Dr. Eugene Landy            |                    |
| 2015 | Giant Sloth                         | Gordon Boonewell            | Röstroll, kortfilm |
| 2015 | Den lille prinsen                   | Akademiläraren              | Röstroll           |
| 2015 | San Andreas                         | Dr. Lawrence Hayes          |                    |
| 2015 | Straight Outta Compton              | Jerry Haller                |                    |
| 2016 | Ratchet & Clank                     | Drek                        | Röstroll           |
| 2016 | Avril et le monde truqué            | Pizoni                      | Röstroll           |
| 2016 | The Phenom                          | Dr. Mobley                  |                    |
| 2016 | Morgan                              | Dr. Alan Shapiro            |                    |
| 2018 | I Think We're Alone Now             | Patrick                     |                    |
| 2018 | Private Life                        | Richard Grimes              |                    |
| 2018 | The Catcher Was a Spy               | Samuel Goudsmit             |                    |
| 2018 | White Fang                          | Beauty Smith                | Röstroll           |
| 2021 | Gunpowder Milkshake                 | Nathan                      |                    |
| 2021 | Jungle Cruise                       | Nilo                        |                    |
| 2021 | A Mouthful of Air                   | Dr. Sylvester               |                    |
| 2022 | Benjamin Franklin                   | John Adams                  | TV-dokumentär      |
| 2023 | The Holdovers                       | Paul Hunham                 |                    |
| 2025 | Downton Abbey: The Grand Finale     | Harold Levinson             |                    |

### TV
| År        | Titel                                    | Roll                 | Notering                                             |
| --------- | ---------------------------------------- | -------------------- | ---------------------------------------------------- |
| 1994      | På spaning i New York                    | Man i sovsäck        | Avsnitt: "You Bet Your Life"                         |
| 1995      | New York News                            | Dr. Wargner          | Avsnitt: "Past Imperfect"                            |
| 1996      | The Show                                 | Jeffrey Roffman      | Avsnitt: "Pilot"                                     |
| 1998      | Uppdrag: mord                            | Harry Tjarks         | Avsnitt: "Pit Bull Sessions"                         |
| 1999      | American Experience                      | Berättare            | Röstroll, avsnitt: "New York: Part V - Cosmopolis"   |
| 2001      | King of the Hill                         | Mr. McKay            | Röstroll, avsnitt: "It's Not Easy Being Green"       |
| 2005      | Saturday Night Live                      | Värd                 | Avsnitt: "Paul Giamatti / Ludacris featuring Sum 41" |
| 2006      | The Amazing Screw-On Head                | Screw-On Head        | Röstroll, avsnitt: "Pilot"                           |
| 2008      | John Adams                               | John Adams           | 7 avsnitt                                            |
| 2010      | 30 Rock                                  | Ritchie              | Avsnitt: "When It Rains, It Pours"                   |
| 2011      | Prohibition                              | Sig själv            | Dokumentär mini-serie                                |
| 2013      | Downtown Abbey                           | Harold Levinson      | Avsnitt: "The London Season"                         |
| 2014      | The Roosevelts: An Intimate History      | Theodore Roosevelt   | Röstroll, dokumentär mini-serie                      |
| 2014      | Hoke                                     | Hoke Mosely          | Avsnitt: "Pilot", även producent                     |
| 2014-2015 | Inside Amy Schumer                       | Gud / jurymedlem #10 | 2 avsnitt                                            |
| 2015      | Breakthrough                             | Sig själv            | Avsnitt: "More Than Human", även regissör            |
| 2016-2023 | Billions                                 | Chuck Rhoades        | 84 avsnitt                                           |
| 2017      | BoJack Horseman                          | Sig själv som BoJack | Röstroll, avsnitt: "The Old Sugarman Place"          |
| 2017      | At Home with Amy Sedaris                 | Mr. Ogilvy           | Avsnitt: "TGIF"                                      |
| 2018      | Nature                                   | Berättare            | Röstroll, avsnitt: "Sex, Lies and Butterflies"       |
| 2018-2019 | Lodge 49                                 | L. Marvin Metz       | 4 avsnitt, även producent                            |
| 2020      | Rick and Morty                           | Story Lord           | Röstroll, Avsnitt: "Never Ricking Morty"             |
| 2020      | Big Mouth                                | Andrew's Shit        | Röstroll, Avsnitt: "Poop Madness"                    |
| 2021      | The Sons of Sam: A Descent Into Darkness | Maury Terry          | Röstroll, 4 avsnitt                                  |
| 2022      | Rick and Morty                           | Story Lord           | Röstroll, Avsnitt: "Full Meta Jackrick"              |
| 2023      | Teenage Euthanasia                       | Vic                  | Röstroll, avsnitt: "CARS 4"                          |
| 2023      | 30 Coins                                 | Christian Barbrow    | 8 avsnitt                                            |

### Teater
| År   | Titel                            | Roll                                 | Teater                                   |
| ---- | -------------------------------- | ------------------------------------ | ---------------------------------------- |
| 1995 | Arcadia                          | Ezra Chater                          | Lincoln Center Theater, New York         |
| 1995 | Racing Demon                     | The Rev. Donald "Streaky" Bacon      | Lincoln Center Theater, New York         |
| 1996 | The Blues are Running            | Pyle/Boo/Johnny                      | Manhattan Theatre Club, New York         |
| 1997 | Tre systrar                      | Andrei Prozorov                      | The Roundabout Theatre Company, New York |
| 1999 | The Iceman Cometh                | James Cameron                        | Brooks Atkinson Theatre, New York        |
| 2002 | The Resistible Rise of Arturo Ui | Ted Ragg/Prosector/Ignatius Dullfeet | National Actors Theatre, New York        |
| 2013 | Hamlet                           | Prins Hamlet                         | Yale Repertory Theatre, New Haven        |